# ФЭД (фотоаппаратура)
ФЭД (сокр. от Феликс Эдмундович Дзержинский) — серия советских дальномерных и шкальных малоформатных фотоаппаратов, производившихся в 1934—1996 годах в Харькове (Украина).
Вначале фотоаппараты производились Детской трудовой коммуной НКВД УССР им. Ф. Э. Дзержинского, затем — НКАП—СССР Ордена Трудового Красного Знамени заводом им. Ф. Э. Дзержинского, затем Заводом им. Ф. Э. Дзержинского, затем — Харьковским производственным машиностроительным объединением «ФЭД».

## История серии

### Фотоаппараты со шторным затвором
- В 1933 году в мастерских Детской трудовой коммуны НКВД УССР им. Ф. Э. Дзержинского (рук. А. С. Макаренко) вручную собрали несколько десятков фотоаппаратов по образцу немецких «Leica I». Первые серийные камеры «ФЭД» (сейчас их ошибочно называют «ФЭД-1», хотя на камерах и в паспортах написано просто «ФЭД») появились в 1934 году и представляли собой практически точную копию популярного немецкого фотоаппарата «Leica II». Первоначально было выпущено десять камер. Однако уже в декабре 1934 года было выпущено 1800 аппаратов «ФЭД», а в 1935 — 15 тыс. аппаратов. «ФЭД» был одним из первых советских малоформатных фотоаппаратов, достаточно неприхотливым и надёжным, благодаря чему он часто использовался военными фотокорреспондентами.[1]
- До сентября 1941 года камеры выпускались заводом № 296 НКАП, а после этого из-за начавшейся Великой Отечественной войны все эвакуированные мощности были вновь запущены в 1942 году на заводе № 237 НКВ СССР в Бердске. Передача оптического производства проводилась в соответствии с постановлением ГКО СССР № 2445 от 23 октября 1942 года. После войны по инициативе председателя Совета министров Украинской ССР Никиты Хрущёва производство было переведено из Бердска в Киев, где на заводе «Арсенал» был вновь налажен выпуск фотоаппаратов «ФЭД», продолжавшийся до 1946 года[2][3].
- В 1948 году восстановленный завод ФЭД возобновил работу в Харькове. Первое время он продолжал выпуск камер «ФЭД», полностью соответствовавших довоенной модели. Их производство, налаженное в Киеве, было перенесено на Красногорский завод им. С. А. Зверева, а завод «Арсенал» перепрофилировали для выпуска советской копии трофейного «Contax» под названием «Киев»[2]. Красногорский «ФЭД» какое-то время сохранял название «ФЭД-Зоркий», а впоследствии окончательно переименован в «Зоркий». Послевоенные «ФЭДы», в отличие от ранних выпусков, изготавливались со стандартным рабочим отрезком 28,8 мм, что позволило применять сменные объективы без индивидуальной юстировки.

Первая модель «ФЭД» выпускалась во множестве вариантов, отличавшихся применёнными материалами, покрытиями, надписями, конфигурацией отдельных деталей, что представляет значительный интерес для коллекционеров.
- В 1955 году начат выпуск фотоаппарата «ФЭД-2» собственной конструкции на основе первой модели[4]. Новая модель имела следующие отличия от фотоаппарата «ФЭД» — корпус со съёмной задней стенкой, телескопический видоискатель (с диоптрийной коррекцией) совмещённый с дальномером (база дальномера 67 мм). На фотоаппаратах «ФЭД-2» второго выпуска стал устанавливаться синхроконтакт, а на аппаратах третьего выпуска — автоспуск. Выпускался упрощённый вариант «ФЭД-2» без дальномера — шкальный фотоаппарат «Заря». «ФЭД-2» выпускался в корпусах с различным написанием логотипа и внешним оформлением (оклейка кожей разных цветов) и является предметом коллекционирования.

В небольшом количестве выпускался «ФЭД-2» четвёртого выпуска — в корпусе аппарата «ФЭД-3» с курковым взводом затвора был установлен затвор с выдержками от 1/500 до 1/30 с.
- В 1961 году начат выпуск фотоаппарата «ФЭД-3». Основное отличие от «ФЭД-2» — затвор с выдержками от 1/500 до 1 сек, дальномер с базой 43 мм, увеличенная высота корпуса фотоаппарата. «ФЭД-3» выпускался в двух вариантах — с бескурковым и курковым взводом затвора.
- В 1964 году начат выпуск фотоаппарата «ФЭД-4». Основное отличие от «ФЭД-3» — наличие встроенного селенового экспонометра и изменённая (редукторная) рукоятка обратной перемотки. «ФЭД-4» выпускался в двух вариантах — с бескурковым и курковым взводом затвора.
- В 1975—1977 годах начат выпуск «ФЭД-5» в трёх модификациях: «ФЭД-5В» (самая ранняя из трёх моделей) — без экспонометра, «ФЭД-5» — с встроенным экспонометром, «ФЭД-5С» с встроенным экспонометром и подсвеченными рамками в поле зрения видоискателя (отсутствовала диоптрийной коррекция). «ФЭД-5С» выпускался до 1995 года.
- Известно также, что в начале 1990-х был разработан и выпущен в нескольких экземплярах прототип «ФЭД-6 TTL» с электронноуправляемым затвором и TTL-экспонометрическим устройством .

### Фотоаппараты с центральным затвором
Завод ФЭД выпускал также фотоаппараты с центральным затвором. Среди них выделяются три семейства:
- дальномерные фотоаппараты со встроенным экспонометром и полуавтоматической установкой экспозиции — «ФЭД-10» и «ФЭД-11» («ФЭД-Атлас»). На фотоаппарате «ФЭД-10» стоял объектив «Индустар-61» с байонетным креплением, но в руководстве к серийным фотоаппаратам о возможности замены объектива ничего не сказано, совместимые сменные объективы не выпускались. На фотоаппарате «ФЭД-11» («ФЭД-Атлас») стоял несменный объектив «Индустар-61».
- полуформатный шкальный фотоаппарат «ФЭД-Микрон» (размер кадра 18×24 мм) с несменным объективом и автоматической установкой экспозиции.
- фотоаппараты с несменным объективом и автоматической установкой экспозиции: дальномерные «ФЭД-Микрон-2» и «ФЭД-35», шкальный фотоаппарат «ФЭД-50» и стереоскопический шкальный «ФЭД-Стерео».

### Среднеформатный фотоаппарат «ФЭД-670»
Во второй половине 1980-х годов разработан дальномерный среднеформатный фотоаппарат «ФЭД-670» с полуавтоматической установкой экспозиции (плёнка типа 120).
Размер кадра 6×7 см (вкладыш на размер 4,5×6 см).
Объектив «Гелиос-113» 5,6/85.
Центральный затвор с электронным управлением, выдержки от 1 до 1/250 секунды.
Серийно не выпускался, изготовлено несколько экземпляров.

## Модельный ряд
| Фотоаппараты «ФЭД»                     | Фотоаппараты «ФЭД»                | Фотоаппараты «ФЭД»           | Фотоаппараты «ФЭД»                                            | Фотоаппараты «ФЭД»                  | Фотоаппараты «ФЭД»                     | Фотоаппараты «ФЭД»                    | Фотоаппараты «ФЭД»   | Фотоаппараты «ФЭД»                    | Фотоаппараты «ФЭД»                        | Фотоаппараты «ФЭД»                      | Фотоаппараты «ФЭД»                                                 |
| Модель                                 | Иллюстрация                       | Год выпуска                  | Объектив                                                      | Видоискатель                        | Дальномер                              | Фотографический затвор                | Автоспуск            | Синхроконтакт                         | Экспонометр                               | Корпус                                  | Примечания                                                         |
| -------------------------------------- | --------------------------------- | ---------------------------- | ------------------------------------------------------------- | ----------------------------------- | -------------------------------------- | ------------------------------------- | -------------------- | ------------------------------------- | ----------------------------------------- | --------------------------------------- | ------------------------------------------------------------------ |
| ФЭД                                    |                                   | 1934—1955                    | ФЭД 3,5/50 (Индустар-10 3,5/50)                               | оптический, отдельный от дальномера | база 38 мм                             | шторный 1/20-1/500 и «В»              | нет                  | нет                                   | нет                                       | съёмная нижняя крышка                   | копия Leica-II                                                     |
| ФЭД-С                                  | Свободное изображение отсутствует | конец 1930-х годов           | ФЭД 2/50                                                      | оптический, отдельный от дальномера | база 38 мм                             | шторный 1/20-1/1000 и «В»             | нет                  | нет                                   | нет                                       | съёмная нижняя крышка                   | модификация первого ФЭДа                                           |
| ФЭД-Б                                  | Свободное изображение отсутствует | 1938—1941                    | ФЭД 2/50                                                      | оптический, отдельный от дальномера | база 38 мм                             | шторный 1-1/1000 и «В»                | нет                  | нет                                   | нет                                       | съёмная нижняя крышка                   | модификация первого ФЭДа                                           |
| ФЭД-2 первый выпуск                    |                                   | 1955—1956                    | Индустар-10 3,5/50                                            | оптический, совмещён с дальномером  | база 67 мм                             | шторный 1/25-1/500 и «В»              | нет                  | нет                                   | нет                                       | съёмная задняя стенка                   | новая модель                                                       |
| ФЭД-2 второй выпуск                    |                                   | 1956—1958                    | Индустар-26М 2,8/50                                           | оптический, совмещён с дальномером  | база 67 мм                             | шторный 1/25-1/500 и «В»              | нет                  | «Х»-контакт                           | нет                                       | съёмная задняя стенка                   | модификация первого выпуска                                        |
| ФЭД-2 третий выпуск                    |                                   | 1958—1969                    | Индустар-26М 2,8/50 Индустар-61 2,8/52                        | оптический, совмещён с дальномером  | база 67 мм                             | шторный 1/25-1/500 и «В»              | механический         | «Х»-контакт                           | нет                                       | съёмная задняя стенка                   | модификация второго выпуска                                        |
| Заря                                   |                                   | 1959—1961                    | Индустар-26М 2,8/50                                           | оптический                          | шкальный фотоаппарат                   | шторный 1/25-1/500 и «В»              | нет                  | «Х»-контакт                           | нет                                       | съёмная задняя стенка                   | упрощённая модификация третьего выпуска                            |
| ФЭД-3 бескурковый                      |                                   | 1961—1965                    | Индустар-26М 2,8/50 Индустар-61 2,8/52                        | оптический, совмещён с дальномером  | база 41 мм                             | шторный 1-1/500 и «В»                 | механический         | «Х»-контакт                           | нет                                       | съёмная задняя стенка                   | новая модель                                                       |
| ФЭД-4 бескурковый                      |                                   | 1964—1966 ?                  | Индустар-26М 2,8/50                                           | оптический, совмещён с дальномером  | база 41 мм                             | шторный 1-1/500 и «В»                 | механический         | «Х»-контакт                           | селеновый несопряжённый экспонометр       | съёмная задняя стенка                   | на базе бескуркового ФЭД-3                                         |
| ФЭД-3 курковый                         |                                   | 1966—1979                    | Индустар-26М 2,8/50 Индустар-61 2,8/52 Индустар-61 Л/Д 2,8/52 | оптический, совмещён с дальномером  | база 41 мм                             | шторный 1-1/500 и «В»                 | механический         | «Х»-контакт                           | нет                                       | съёмная задняя стенка                   | модификация бескуркового ФЭД-3                                     |
| ФЭД-2 четвёртый выпуск                 |                                   | 1958—1969                    | Индустар-61 2,8/52                                            | оптический, совмещён с дальномером  | база 41 мм                             | шторный 1/30-1/500 и «В»              | механический         | «Х»-контакт                           | нет                                       | съёмная задняя стенка                   | корпус куркового ФЭД-3                                             |
| ФЭД-4 курковый                         |                                   | 1966?—1980                   | Индустар-26М 2,8/50 Индустар-61 2,8/52 Индустар-61 Л/Д 2,8/52 | оптический, совмещён с дальномером  | база 41 мм                             | шторный 1-1/500 и «В»                 | механический         | «Х»-контакт                           | селеновый несопряжённый экспонометр       | съёмная задняя стенка                   | на базе куркового ФЭД-3                                            |
| ФЭД-5В                                 |                                   | 1975—1990 ?                  | Индустар-61 Л/Д 2,8/52                                        | оптический, совмещён с дальномером  | база 41 мм                             | шторный 1-1/500 и «В»                 | механический         | «Х»-контакт центральный синхроконтакт | нет                                       | съёмная задняя стенка                   | на базе куркового ФЭД-3                                            |
| ФЭД-5                                  |                                   | 1977—1990 ?                  | Индустар-61 Л/Д 2,8/52                                        | оптический, совмещён с дальномером  | база 41 мм                             | шторный 1-1/500 и «В»                 | механический         | «Х»-контакт центральный синхроконтакт | селеновый несопряжённый экспонометр       | съёмная задняя стенка                   | модификация «ФЭД-5В»                                               |
| ФЭД-5С                                 |                                   | 1977—1990 ?                  | Индустар-61 Л/Д 2,8/55                                        | оптический, совмещён с дальномером  | база 41 мм                             | шторный 1-1/500 и «В»                 | механический         | «Х»-контакт центральный синхроконтакт | селеновый несопряжённый экспонометр       | съёмная задняя стенка                   | модификация «ФЭД-5»                                                |
| ФЭД-6 TTL                              | Свободное изображение отсутствует | 1990 ? серийно не выпускался | Индустар-61 Л/Д 2,8/52 адаптирован к TTL-экспонометру         | оптический, совмещён с дальномером  | база 41 мм                             | шторный с электронным управлением     | механический         | «Х»-контакт центральный синхроконтакт | TTL-полуавтомат, CdS-фоторезистор         | съёмная задняя стенка                   | новая модель, корпус на базе «ФЭД-5»                               |
| ФЭД-10                                 |                                   | 1964—1967                    | Индустар-61 2,8/52 с байонетом                                | оптический, совмещён с дальномером  | база 41 мм                             | центральный                           | нет или механический | «Х» и «М»-контакт                     | полуавтомат с селеновым фотоэлементом     | съёмная задняя стенка                   | новая модель                                                       |
| ФЭД-11 ФЭД-Атлас                       |                                   | 1967—1971                    | Индустар-61 2,8/52 несъёмный                                  | оптический, совмещён с дальномером  | база 41 мм                             | центральный                           | нет или механический | «Х» и «М»-контакт                     | полуавтомат с селеновым фотоэлементом     | съёмная задняя стенка                   | модификация «ФЭД-10»                                               |
| ФЭД-Микрон                             |                                   | 1968—1985                    | Гелиос-89 1,9/30 несъёмный                                    | оптический                          | шкальный фотоаппарат                   | затвор-диафрагма                      | нет                  | «Х»-контакт                           | программный автомат селеновый фотоэлемент | открывающаяся или съёмная задняя стенка | новая модель размер кадра 18×24 мм                                 |
| ФЭД-Микрон-2                           |                                   | 1978—1986                    | Индустар-81 2,8/38 несъёмный                                  | оптический, совмещён с дальномером  | база 45 мм                             | затвор-диафрагма                      | нет                  | центральный синхроконтакт             | программный автомат CdS фоторезистор      | открывающаяся задняя стенка             | новая модель                                                       |
| ФЭД-35 ФЭД-35А                         |                                   | 1985—1990                    | Индустар-81 2,8/38 несъёмный                                  | оптический, совмещён с дальномером  | база 45 мм                             | затвор-диафрагма                      | нет                  | центральный синхроконтакт             | Приоритет диафрагмы CdS-фоторезистор      | открывающаяся задняя стенка             | на базе ФЭД-Микрон-2                                               |
| ФЭД-50                                 |                                   | 1986—?                       | Индустар-81 2,8/38 несъёмный                                  | оптический                          | шкальный фотоаппарат                   | затвор-диафрагма                      | нет                  | центральный синхроконтакт             | программный автомат селеновый фотоэлемент | открывающаяся задняя стенка             | на базе ФЭД-Микрон-2                                               |
| ФЭД-Стерео ФЭД-Стерео-М ФЭД-Бой-стерео |                                   | 1988—?                       | два несъёмных объектива Индустар-81 2,8/38                    | оптический                          | шкальный стереоскопический фотоаппарат | затвор-диафрагма                      | нет                  | центральный синхроконтакт             | программный автомат CdS-фоторезистор      | съёмная задняя стенка                   | на базе ФЭД-Микрон-2                                               |
| ФЭД-670                                | Свободное изображение отсутствует | 1980-е                       | Гелиос-113 5,6/85 несъёмный                                   | оптический, совмещён с дальномером  | ?                                      | центральный с электронным управлением | нет                  | центральный синхроконтакт             | полуавтомат CdS-фоторезистор              | ?                                       | среднеформатный фотоаппарат размер кадра 60×70 мм вкладыш 45×60 мм |